# مهدي بنجلون
مهدي بنجلون (بالفرنسية Mehdi Benjelloun)، مواليد 10 نوفمبر 1990 بمدينة روين الفرنسية، مغني، منتج أغاني ومنسق موسيقي وملحن، يُشتهر في الأوساط الإعلامية والفنية باسم Petit Biscuit، نسبة إلى عنوان إحدى أسطواناته المطولة التي تحمل نفس الاسم.

## سيرته ونشأته
ولد مهدي بنجلون بمدينة روان الفرنسية من أب يعمل أستاذًا جامعيًا في مدرسة للمهندسين وأم فرنسية تنحدر من مدينة ليل وتعمل أخصائية نفسية. له أخ يكبره سنا وأخت توأم.
بدأ مهدي بنجلون بتعلم العزف على آلة الكمان وهو لم يكن يتجاوز الخامسة من عمره، قبل أن ينتقل إلى تعلم البيانو والقيثارة بشكل عصامي وبدون تلقين من أحد، حيث كان ينزوي وحيدا في غرفته التي اتخذها مختبرا للتعلم وإنتاج أغانيه.
تعتبر سنة 2015 بداية انطلاق مهدي بنجلون الذي لم يكن يتجاوز 18 سنة، عندما أصدر أغنيته عاشق الغروب (بالإنجليزية Sunset Lover)، التي حققت ملايين المشاهدات على منصتي ساوند كلاود وموقع يوتيوب .
أصدر مهدي بنجلون أول أسطوانة مطولة له بعنوان (Petit Biscuit) في مايو 2016،وفي العام نفسه كان أحد المرشحين لجائزة (Deezer Adami). في 2017 قام بجولة فنية في قاعات زينيث بفرنسا،  نشاطه الموسيقي لم يمنعه من الحصول على البكالوريا العلمية سنة 2017 بدرجة حسن جدا من ثانوية بليز باسكال، كان ذلك قبل أن يقرر إيقاف الدراسة والتفرغ للموسيقى، من أجل الحفاظ على استقلاليته أسس علامته التجارية الخاصة التي تسمى (Petit Biscuit Music).
بين نونبر  ويناير 2017، أصدر ألبومه الأول (Presence) من إنتاجه الذاتي. رُشح هذا الألبوم لجائزة فيكتوار دو لاموزيك في فبراير 2018، لكنه لم ينجح في الفوز بها، هذا الألبوم وصفته المجلة الأمريكية إيرميلك «بالألبوم القوي والمذهل».
كان أول ظهور لمهدي بنجلون على منصة المهرجانات في 15 أبريل 2018 في مهرجان كوتشيلا بالولايات المتحدة الأمريكية، ليشارك بعد ذلك في العديد من المهرجانات عبر العالم، انطلاقا من الولايات المتحدة إلى بريطانيا وهولندا والمكسيك وكندا وغيرها.
مع بداية 2019 أصدر أغنية «مستيقظ تماما» (بالإنجليزيةWide Awake)، التي بالغت في مدحها مجلة بيلبورد الأمريكية المتخصصة في الصناعة الموسيقية. وفي نفس السنة أصدر رفقة الإنجليزي جون بول كوبر أغنية «كنا شباب» (We were young).

## النوع الموسيقي
تندرج موسيقى مهدي بنجلون ضمن الموسيقى الإلكترونية التي يوصف بأميرها، أما هو فيصف إبداعاته بأنها «دعوة للسفر إلى قضايا إنسانية عميقة»،متأثرا في ذلك بموسيقى الشرق التي يستمع إليها والده والموسيقى الكلاسيكية التي تعشقها والدته.

## أعماله

### أغاني منفردة
- Sunset Lover
- Gravitation
- Demain
- Suffer
- We Were Young
- I leave Again
- Driving thru the Night
- Parachute
- Waterfall
- Problems
- Alone
- Beam
- Break Up
- Burnin
- Chateau
- Creation Comes Alive
- Follow Me
- Forever Being
- Full Moon
- Iceland
- Jungle [26][27]

### ألبومات
- Presence
- Petit Biscuit
- Parachute[27][26]

## روابط خارجية
- مهدي بنجلون على موقع IMDb (الإنجليزية)
- مهدي بنجلون على موقع ميوزك برينز (الإنجليزية)
- مهدي بنجلون على موقع أول ميوزيك (الإنجليزية)
- مهدي بنجلون على موقع ديسكوغز (الإنجليزية)
- مهدي بنجلون على موقع قاعدة بيانات الفيلم (الإنجليزية)